# Alturas (California)
Alturas es la localidad cabecera del condado de Modoc, California, Estados Unidos. En el censo de 2000, registró una población de 2892 habitantes.

## Geografía

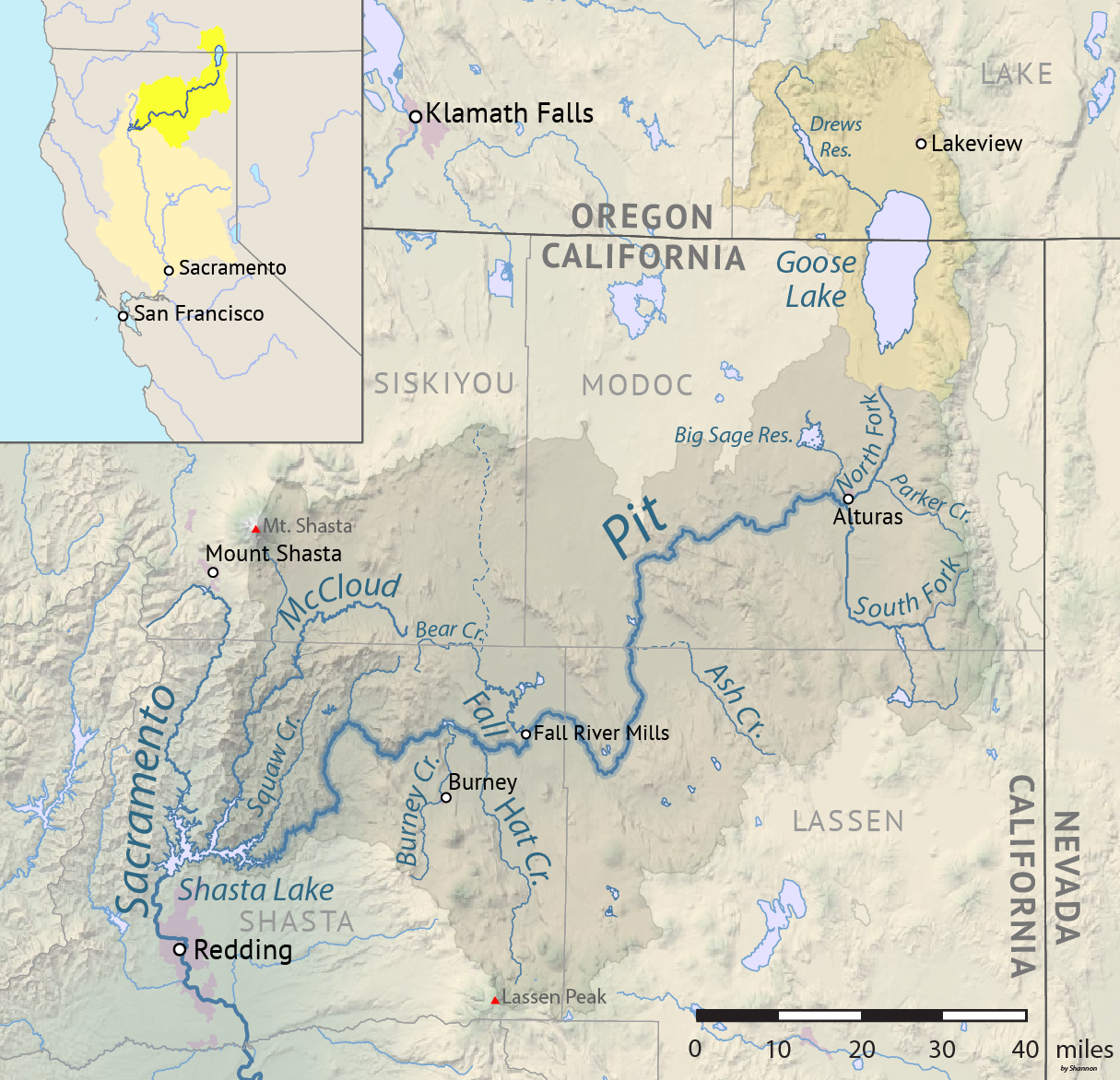
Mapa de la cuenca del río Pit en el que se observa la ciudad de Alturas, en el nacimiento del río

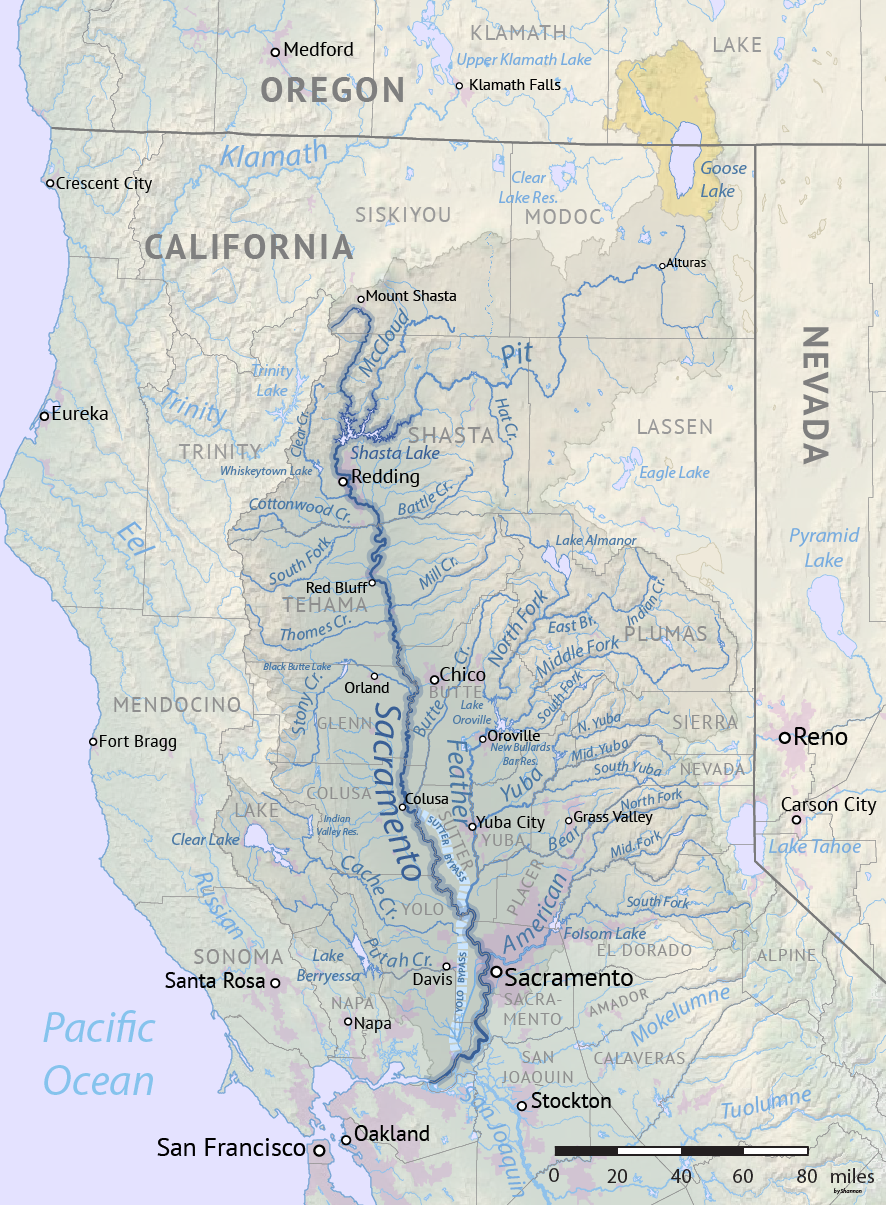
Ahora, un mapa de la cuenca del río Sacramento; aparece la ciudad de Alturas arriba a la derecha

Se encuentra ubicada al noreste del estado —cerca de la frontera con Nevada y Oregón—, a orillas del curso alto del río Pit, un afluente del río Sacramento, el principal río de California, que discurre por el norte del estado.